# Anuradhapura
Anuradhapura (singalski jezik: අනුරාධපුරය, tamilski: அனுராதபுரம்) je glavni grad sjeverne središnje provincije Šri Lanke, slavan po ostacima stare civilizacije Lankan. Nalazi se na obalama rijeke Malvathu, oko 205 km sjeverno od Colomba.
U razdoblju duljem od tisuću godina, Anuradhapura je bila središte više različitih singaleških kraljevskih dinastija. U blizini Anuradhapure nalazi se Mihintale, koljevka singaleškog teravada budizma. To je grad čija povijest seže u vrijeme oko 400. pr. Kr. Danas je to mjesto u koje dolaze na hodočašće mnogi budisti, a i vrlo je važno arheološko nalazište. Kontinuitet naseljenosti grada prekinut je 993. godine kad je grad napušten, a naseljavanje je nastavljeno malo dalje od povijesnog dijela. Ovo područje od 40 km², prepuno budističkim samostanima, je upisano na UNESCO-ov popis mjesta svjetske baštine u Aziji i Oceaniji 1982. godine.

## Povijest
Anuradhapura je osnovana u četvrtom stoljeću prije Krista u blizini stabla Sri Mahabodhi, i bila je prvi glavni grad Šri Lanke. 1.300 godina bila je politički i religiozni centar, da bi bila napuštena nakon invazije 993. i, prepuštena džungli, ostala skrivena niz stoljeća. Iskapanja su ponovo donijela na dan palače, samostane i spomenike, pa je Anuradhapura danas ponovo jedan od važnih centara Šri Lanke.
Anuradhapura je sjedište katoličke biskupije, a nadbiskupija je u glavnom gradu Colombu.

## Znamenitosti
Najvažnije mjesto hodočašćenja u Anuradhapuri je stablo Sri Mahabodhi. Prema predaji, ova stablo smokve (Ficus religiosa) izraslo je iz grane onog stabla ispred hrama Mahabodhi pod kojim je Siddharta Gautama, Buda, doživio prosvjetljenje, buđenje. Ta grana je stigla u Šri Lanku u trećem stoljeću prije Krista u okviru budističke misije kralja Ašoke.
Pored toga, u gradu i okolnom području nalazi se više značajnih dagoba (stupa):
- Ruwanvälisyi dagoba ili Mahathupa, kralja Dutthagamanija (161. – 137. pr. Kr.), se smatra čudom arhitekture, s kupolom koja u dnu ima promjer 290 m i mandalom (toranj) u središtu čime ima visinu od 91 m.
- Thuparami dagoba iz 1862. godine je izgrađena na mjestu starije iz 3. stoljeća pr. Kr. Ona ima kupolu promjera 50,1 m i visine 3,45 m.
- Abhayagiri dagoba je djelo kralja Valagamba (v. 89. – 77. pr. Kr.), a kasnije je oko nje niknula vihara (budsitički samostan).
- Jetavanaramaya dagoba je djelo kralja Mahasena (v. 273. – 301.) i površinom od 233,000 m² i visinom od 122 metra, bila je najveća stupa na svijetu i jedna od najvećih građevina starog vijeka.

- Spojeni sveti bazeni Kuttam Pokuna
- Ostaci palače
- Tzv. "Mjesečev kamen"
- Ostaci drevnog grada
- Thuparamaya dagoba
- Abhayagiriya dagoba

## Vanjske poveznice
- Svjetska baština u Šri Lanki - Anuradhapura  Arhivirana inačica izvorne stranice od 12. svibnja 2007. (Wayback Machine)
- James Ricalton, The City of the Sacred Bo-Tree, Anuradhapura  Arhivirana inačica izvorne stranice od 7. rujna 2011. (Wayback Machine), Scribner's magazine, Vol. X, No. 3. S. 319-335. New York 1891.

Ostali projekti
|  | Zajednički poslužitelj ima još gradiva o temi Anuradhapura |